# Saint-Charles (metropolitana di Marsiglia)
Saint-Charles è una stazione d'interscambio della metropolitana di Marsiglia tra la linea 1 e la linea 2. È situata sotto la stazione di Marsiglia Saint-Charles, nel III arrondissement di Marsiglia e serve il quartiere di Saint-Charles.

## Storia
La stazione è stata aperta al traffico l'11 marzo 1978 con l'inaugurazione del secondo troncone della linea 1, che aveva proprio come capolinea temporaneo Saint-Charles.
Il 3 marzo 1984 è stata aperta al traffico come parte del primo troncone della linea 2 compreso tra Joliette e Castellane.

## Interscambi
Nelle vicinanze della stazione effettuano fermata diverse linee di tram, autobus urbani ed interurbani.
- Stazione ferroviaria (Marsiglia Saint-Charles)
- Fermata autobus